# Croton polypleurus
Espèce
Croton polypleurus est une espèce de plantes à fleurs du genre Croton et de la famille des Euphorbiaceae, présente en Guyane et au Brésil (Roraima).